# آزاد (مهاباد)
قرية آزاد (بالكردية: ئازاد) هي إحدى القرى التابعة لـمكريان الشرقية في ريف قسم مركزي من مقاطعة مهاباد، في محافظة أذربیجان الغربیة الإيرانية.

## السكان
حسب إحصاءات سنة 2006، بلغ إجمالي السكان في آزاد 319 نسمة وعدد المساكن 57 مسكن. لغة سكان آزاد هي اللغة الكردية وهم من أهل السنة والجماعة والمذهب الشافعي.